# Neolamprologus pulcher
Neolamprologus pulcher là một loài cá thuộc họ Cichlidae. Nó là loài đặc hữu của hồ Tanganyika nơi nó được tìm thấy ở Burundi, Cộng hòa Dân chủ Congo, Tanzania, và Zambia.